# Петрус
Петрус је тврђава у Србији, која се налази 11 километара североисточно од данашњег Параћина, код села Забрега. Смештена је на узвишењу које са три стране окружује река Црница, док је са четврте (западне) стране заштићена вештачким шанцем. Петрус је био средиште пограничне (крајишке) области српске државе у XIV веку и контролисао је везу Поморавља са долином Тимока. Његови господари су били, савременици цара Душана и кнеза Лазара, жупан Вукослав и његов син Цреп.
Петрус је данас већим делом у рушевинама, а у његовој близини се налазе остаци два манастирска комплекса, посвећених светом Јовану Главосеку и светој Марији Благој. Међу рушевинама Петруса, налази се и велика стена (дугачка око 8 метара и висока око 6 метара), која је у народу позната као Крстата стена, а у близини тврђаве се налази и пећина, са великим улазним отвором.
Рушевине тврђаве Петрус се налазе под заштитом Републике Србије, као споменик културе од великог значаја, у склопу заштићене споменичке целине Петрушка област. Археолошка истраживања на Петрусу су вршена у више наврата, 1978, 1980-1981. и 2004-2005. године.

## Прошлост Петруса
На месту Петруса је можда постојало утврђење још у доба Римљана, пошто су у њему пронађени римски бакарни новчићи, који су данас део збирке Завичајног музеја у Параћину. Оно што је извесно је да је у VI веку ту постојало византијско утврђење, подигнуто можда у склопу Јустинијанових (527—565) радова на утврђивању византијске власти (попут градова Јустинијана Прима, Јустинијана Секунда и других), пошто су његови остаци откривени у темељима каснијег српског утврђења.
У X веку се у околини места тврђаве Петрус насељавају монаси испосници, а од доба Стефана Немање ((1166) 1168—1196) на простору Петруса је направљена нова тврђава, док цела та област представља пограничну жупу српске државе Немањића и једину област на десној обали Велике Мораве која се стално налазила под њиховом влашћу.
Цар Душан (краљ 1331—1346, цар 1346—1355) је средином XIV века доделио жупану Вукославу област око Петруса и тај предео се од тог доба назива Пустош Петрус, а сматра се да је он и подигао утврђење чији су остаци данас видљиви. После његове смрти, око 1371. године, управу над тврђавом и околином прелази на његовог сина војводу Црепа, док се други Вукославов син Држман замонашио под именом Дионисије.
Почетком девете деценије XIV века, војвода Цреп са својим суседом Витомиром, разбија Османлије на реци Дубравици код Параћина, после чега је највероватније умро, пошто се његово име не помиње у вези са биткама код Плочника (1386) и на Косову (1389). Њега је највероватније наследио син, познат само под монашким именом Венедикт.
Последњи историјски податак о тврђави Петрус, везан је за 1413. годину, када га је, заједно са већим бројем тврђава (Копријан, Крушевац, Марково Кале, Соколница и Сталаћ), заузео Бајазитов син Муса. Петрус је запустео или након Мусиног разарања 1413. године или после пропасти средњовековне Србије 1459. године, пошто је врло брзо изгубила на стратешком значају.

## Изглед утврђења
Тврђава Петрус има основу неправилног издуженог шестоугла и прати облик терена на коме је подигнута. На западној страни, са које је најлакши прилаз граду, налази се Мали Град са Донжон кулом, заштићен вештачким сувим шанцем, смештен на највишој тачки утврђења (око 320 метара нмв). Од њега се бедеми оштро спуштају низ падину брда ка југу и северу, после чега се окрећу ка истоку, пратећи падину. У близини кањона Црнице, они поново мењају смер и оштро се пењу ка врху падине, да би се спојили код четворостране куле, смештене на источном крају утврђења, на врху оштрих стена изнад реке. Дужина Петруса износи 290 метара, што га смешта међу највећа брдска утврђења подигнута у Србији током XIV и XV века, ради заштите од Османлија.

## Легенде везане за Петрус
У локалном народу, сачувано је неколико предања везана за тврђаву Петрус.
Једно од њих наводи, да је Петрус, као погранично утврђење државе кнеза Лазара, упозоравао сигналима кнеза у Крушевцу, о упадима османских пљачкашких чета. Уколико би нека од њих била уочена, у Петрусу је паљена велика ватра, која се видела у селу Лешју, код манастира Пресвете Богородице, у којем је монах био брат војводе Црепа Дионисије (Држман). Тамо је одмах паљена нова велика ватра која се видела у утврђеном Сталаћу. Сталаћка посада би тада палила велику ватру на врху куле Тодора од Сталаћа, која се видела у Крушевцу, што је био знак за опасност.
Друго предање наводи да је Петрусом владао легендарни Павле Орловић и да је из њега кренуо са својим одредима у Косовски бој 1389. године. Још једна легенда везана је за ово доба и наводи лукавство заповедника тврђаве Петрус, који је, после Косовског боја, спасао град од Османлија. Он је у тврђави окупио своје коњанике и заповедио да се њиховим коњима окрену потковице, након чега је са свим становницима изашао из града. Када су Османлије пристигле до Петруса, уочиле су велики број трагова који су водили ка тврђави, тако да су закључиле да је тврђави дошло у помоћ велико појачање, због чега су одустали од напада и повукли се.